# Marek Śnieciński

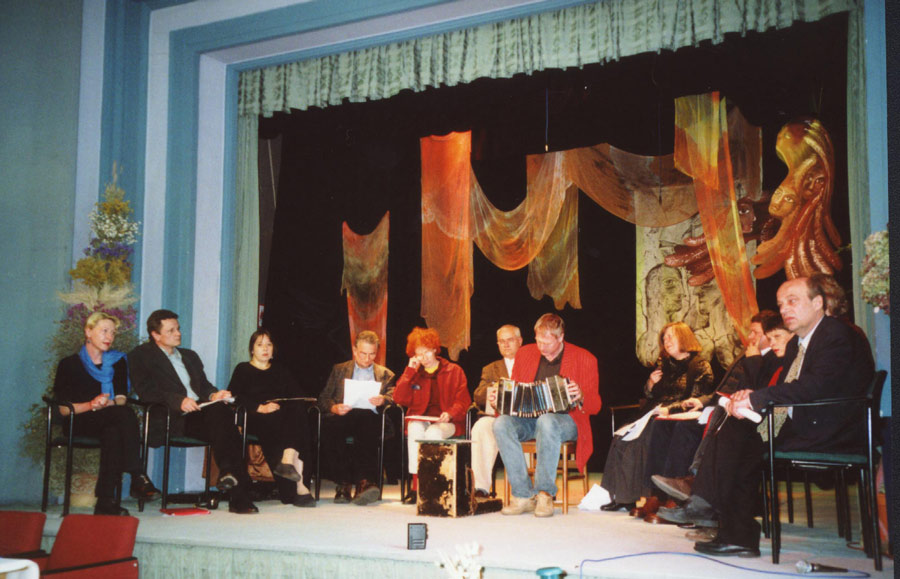
Marek Śnieciński, 2.v.l., Lesung der Orpheus-Gruppe in Zgorzelec

Marek Śnieciński (* 26. September 1958 in Breslau) ist ein polnischer Lyriker, Erzähler, Essayist, Kunstkritiker, Kurator, Dokumentarfilmer und Übersetzer deutscher Literatur.

## Leben
Marek Śnieciński ist Absolvent der Universität Breslau (Fach Geschichte 1982, Kunstgeschichte 1986, klassische Philologie 1980/81). Seit 1988 arbeitet er am Kunsthistorischen Institut der Universität Breslau, wo er Vorlesungen über zeitgenössische Kunst und Fotografie hält. 2001–2002 war er künstlerischer Direktor der Fotografie-Hochschule in Wrocław. 2009 verteidigte er seine Dissertation zum Thema "Deutsche Fotografie der 90er Jahre des XX. Jahrhunderts. Bilder und Ideen". Er publizierte über 100 Artikel zu Problemen der Fotografie des XX. Jahrhunderts in Polen, Deutschland, Österreich und der Slowakei, redigierte etwa 20 Kataloge und war Kurator einiger Dutzend Ausstellungen, u. a. in der Galerie am Prater Fotografinnen aus Breslau und der Galerie Pankow Polnische Fotografie, Jerzy Lewczynski. Seit 2009 ist er Dozent in der Breslauer Kunstakademie.
Marek Śnieciński war Teilnehmer auf dem deutsch-polnischen Poetendampfer, des deutsch-polnischen Lyrikfestivals „wortlust“ 1997 in Lublin und beim Orpheus-Projekt in Wrocław, Bad Muskau und Lwówek Śląski sowie am „Literarischen Bett“ in Ochsenwang (mit Marta Fox, Tina Stroheker und Dieter Kalka). Seine Texte wurden in Literaturzeitschriften in Deutschland, Österreich, der Slowakei und Polen publiziert. Ins Deutsche übertragen wurden sie von Bettina Wöhrmann, Peter Gehrisch, Tina Stroheker und Dieter Kalka. Marek Śnieciński ist Mitglied der Wolfgang-Hilbig-Gesellschaft Leipzig. Er lebt in Breslau.

## Werke

### Lyrik und Prosa
- „Droga na wzgórze“, Wrocław 1996
- „Coitus sacralis“, Poznań 2000
- „Jak cię milczeć“, Warszawa 2004
- „Od Ewy do Marii Magdaleny. Szkice o kobietach w Biblii“, Wrocław 1997
- „Poemat o pamięci i inne wiersze“

### Texte in deutscher Sprache
- „Andere Obsessionen“, Edition Erata: Leipziger Literaturverlag, Leipzig 2008 (Prosa)[7]
- Muschelhaufen 2001
- manuskripte, Graz, 1999[8]
- Ostragehege, Dresden, Nr. 14, Nr. 16, Nr. 18, Nr. 24, Nr. 32, Nr. 35, Nr. 36[9]
- Portalpolen[10]
- „Orpheus versammelt die Geister“, Anthologie, zweisprachig, Dresden, Literarische Arena e. V., ISSN 0947-1286

### Übersetzungen
- Dieter Kalka, „Wszystko to tylko teatr“, Poznań 1999, Erzählungen
- Peter Gehrisch „Zraniony słowem wers“, Warszawa 2001, Lyrik
- „Orfeusz - rozmowa w słowie / Orpheus - Gespräch im Wort“, Dresden 2001, Übersetzung und Redaktion
- Undine Materni, „die tage kommen über den fluss / dni przekraczają rzekę“, tikkun, Warschau, 2006, zweisprachige Ausgabe, ISBN 83-85683-38-0
- „Orfeusz – Podróz do zródel granic“, Klodzko, Osrodek Kultury, 1999
- „Amerykańscy prezydenci : 41 historycznych portretów od Jerzego Waszyngtona do Billa Clintona“, Wrocław 1999, politische Essays

### Filme für das polnische Fernsehen (Auswahl)
- „Galeria ef“
- „Poza czasem“ (über das Schaffen des Wrocławer Künstlers Jan Jaromir Aleksiun)
- „Odsłanianie ukrytych wymiarów“ (Präsentation des Schaffens des Glaskünstlers Stanisław Borowski)
- „Eugeniusz Get Stankiewicz“ (Werkdokumentation)
- „Jacek Łukasiewicz“ (Dokumentation im Rahmen des Zyklus „Der Meister“)

Quelle:

## Organisation
Marek Śnieciński war Mitorganisator und Teilnehmer des polnisch-deutschen Orpheus-Projektes „Orpheus – eine Reise zu den Grenzquellen/Orfeusz - podróż do źródeł granic“ (Wrocław 1999)  sowie „Orpheus – Gespräch im Wort/Orfeusz - rozmowa w słowie“ (Sachsen 2000 - 2001).

## Stipendien
2000 erhielt er das Literaturstipendium am Literarisches Colloquium Berlin (Stiftung Preussische Seehandlung).